# Darwinizm neuralny
Termin darwinizm neuralny ma dwa znaczenia:
- teoria świadomości, która mówi, że świadomość może być wyjaśniona przez analogię doboru naturalnego odniesioną do stanów neuralnych (zamiast genów).
- proces w rozwoju układu nerwowego polegający na podtrzymywaniu  połączeń synaptycznych, które są używane, oraz na zamieraniu synaps nieużywanych.

Na podstawie materiału dowodowego można postulować, że te dwa rozumienia darwinizmu neuralnego są w istocie wzajemnie uzupełniające się:
- trwałe wzorce aktywacji neuronalnej mają wpływ na wzrost, śmierć i powstawanie synaps nerwowych.
- wzorce połączeń nerwowych są substratem wzorców aktywności neuronalnej.

Twórcą tej teorii był Gerald Edelman, chociaż niektórzy dopatrują się podobnego mechanizmu u Friedricha Hayeka. Współczesnymi proponentami tej teorii są  Daniel Dennett i William H. Calvin.